# Charles Itandje
Charles-Hubert Itandje (født 2. november 1982 i Bobigny) er en fransk/camerounsk fodboldspiller. Itandje har gennem karrieren repræsenteret blandt andet RC Lens, Liverpool F.C., Kavala FC og Atromitos.
Itandje besidder både fransk og camerounsk statsborgerskab og har spillet 12 kampe for Camerouns landshold. Han repræsenterede landet ved VM i 2014 i Brasilien.